# Smittia subnitens
Smittia subnitens är en tvåvingeart som beskrevs av Maurice Emile Marie Goetghebuer 1929. Smittia subnitens ingår i släktet Smittia och familjen fjädermyggor.
Artens utbredningsområde är Belgien. Inga underarter finns listade i Catalogue of Life.